# JPA International
JPA International est un réseau international de cabinets indépendants, d'expertise comptable, d’audit et de conseil. En 2022, selon Accountancy Age, JPA se place dans les 25 réseaux internationaux d’audit et de comptabilité les plus importants.

## Historique
Jacques Potdevin est à la tête du cabinet JPA depuis 1975, à la suite de son père Roger, lui-même expert-comptable et commissaire aux comptes qui avait fondé son cabinet en 1947 à Paris. En 1987, il fonde alors le réseau international du même nom,.
Le réseau connaît un important essor au début des années 90 en Europe. En 1992, à la suite de l’adoption du traité de Maastricht et de la création du marché unique, le réseau JPA s’établit dans 11 pays européens, représente 200 millions de francs de chiffre d’affaires et emploie 600 personnes. L'objectif du réseau est alors de se placer comme interlocuteur privilégié des PME,.
JPA International continue son développement international dans les années 2000, comme au Liban en 2002. Fin 2004, le réseau compte 90 bureaux dans 40 pays.  
En 2018, les dirigeants affirment que la présence du réseau s'approche des 60 pays. Fin des années 2010, le réseau se développe en Amérique latine, notamment au Mexique en 2019 et au Chili en 2020.  
En 2021, JPA International affirme représenter près de 4500 collaborateurs dans le monde. En 2022, JPA est présent dans 82 pays au travers de 190 cabinets. 

## Activités
JPA International regroupe des cabinets membres exerçant dans le domaine de l'audit, du conseil et de l'expertise comptable qui s’appuient sur les ressources et le maillage international du réseau. JPA International organise chaque année des congrès à destination des professionnels membres du réseau afin d'échanger sur les évolutions réglementaires et techniques impactant leur secteur à l'échelle mondiale,.

## Identité visuelle

Logo de JPA International jusqu'en 2017
Logo JPA International depuis 2017